# Macradenia lutescens
Macradenia lutescens es una especie de orquídea epifita.  Es originaria de Sudamérica.

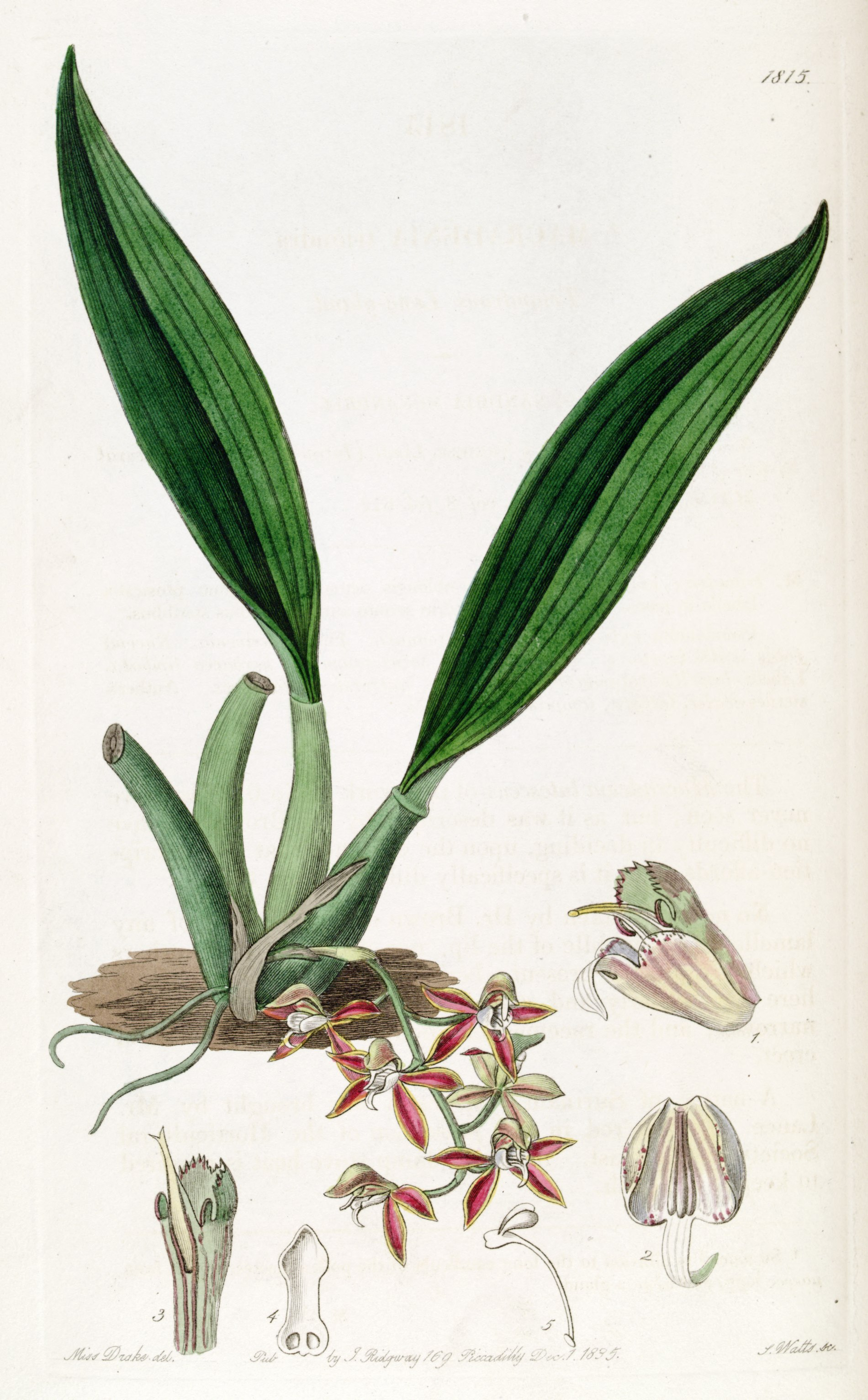
Ilustración

## Descripción
Es una orquídea de tamaño pequeño, con hábitos de epífitas y con pseudobulbos alargados, subteretes, ligeramente sulcados que están subtendidos por vainas blanquecinas con una sola hoja apical, delgada, rígida, carinada, elíptico-lanceolada. Florece en una inflorescencia basal, colgante de 127 cm de largo, racemosa, con muchas flores que surgen en un pseudobulbo maduro en el verano y principios del otoño.

## Distribución
Se encuentra en Florida, Bahamas, Cuba, República Dominicana, Jamaica, Trinidad y Tobago, Guayana Francesa, Surinam, Guyana, Venezuela, Colombia, Ecuador, Perú y Brasil en elevaciones de 220 a 450 metros en los bosques húmedos montanos y los bosques tropicales. 

## Taxonomía
Macradenia lutescens fue descrita por Robert Brown y publicado en Botanical Register; consisting of coloured . . . 8: pl. 612. 1822.
Etimología
Macradenia: nombre genérico que es una referencia a los largos pecíolos que tienen estas plantas.
lutescens: epíteto latíno que significa "amarillento".
Sinonimia
- Macradenia triandra Lindl.
- Rhynchadenia cubensis A.Rich. in R.de la Sagra
- Macradenia surinamensis Rchb.f. & Wullschl. in W.G.Walpers[12]